# Nikola Adžić
Nikola Adžić (Cettigne, 25 aprile 1962) è un ex pallamanista e allenatore di pallamano jugoslavo, poi montenegrino.

## Palmarès

### Giocatore

#### Competizioni nazionali
- Campionato Jugoslavo: 1
  - Proleter Zrenjanin: 1991-92
- Campionato italiano: 2
  - Trieste: 1993-1994, 1994-1995
- Coppa Italia: 1
  - Trieste: 1994-95

#### Competizioni internazionali
- Europei
  -  1996[1]

### Allenatore

#### Competizioni nazionali
- Coppa Italia: 1
  - Trieste: 1998-1999